# Lepidothrix vilasboasi
Lepidothrix vilasboasi là một loài chim trong họ Pipridae.